# Celles-sur-Durolle

Celles-sur-Durolle este o comună în departamentul Puy-de-Dôme, Franța. În 1 ianuarie 2022 avea o populație de 1.635 de locuitori.